# EICAS
EICAS je akronim za engine-indicating and crew-alerting system
) je integrirani sistem na modernih letalih, ki obvešča pilote o delovanju motorja in drugih pomembnih sistemih.
EICAS tipično prikazuje parametre motorja kot so obrati, temperatura v turbini, poraba goriva, tlak olja. 
Drugi podatki so npr. stanje hidravličnega sistema, električnega sistema, presurizacija, sistemov proti zalejevanju, kontrolne površine. EICAS so po navadi nameščeni v letalih s steklenim kokpitom in so nadomestili tradicionalne obveščevalne lučke (Annunciator panel). EICAS poda tudi "checklisto".